# جورج بوتشر
جورج بوتشر (بالإنجليزية: George Butcher)‏ (25 أكتوبر 1890 في المملكة المتحدة - 11 يناير 1970) هو لاعب كرة قدم بريطاني (وحمل سابقاً جنسية المملكة المتحدة لبريطانيا العظمى وأيرلندا) في مركز مهاجم داخلي. لعب مع نادي لوتون تاون ووست هام يونايتد وسانت ألبانز سيتي.